# Noorda anthophilalis
Noorda anthophilalis is een vlinder uit de familie grasmotten (Crambidae). De wetenschappelijke naam van deze soort is voor het eerst gepubliceerd in 1909 door Embrik Strand.
De soort komt voor in Tanzania.